# Markus Arndt
Markus Arndt (* 14. September 1965 in Unkel) ist ein deutscher Physiker und Hochschullehrer.  Er lehrt Quantennanophysik an der Universität Wien.

## Leben
Markus Arndt studierte von 1985 bis 1991 Physik an der Universität Bonn und an der Ludwig-Maximilians-Universität München. Im Rahmen seines Doktorats von 1991 bis November 1994 am Max-Planck-Institut für Quantenoptik in Garching arbeitete er mit Antoine Weis in der Arbeitsgruppe von Theodor Hänsch zur optischen und magnetooptischen Spektroskopie an Metallatomen in flüssigem und festem Helium. Von 1994 bis Februar 1995 war er dort bis zum Wechsel nach Paris weiterhin wissenschaftlicher Mitarbeiter. Von 1995 bis 1997 arbeitete er als Feodor-Lynen- und DFG-Stipdendiat bei Jean Dalibard an der École normale supérieure in Paris über Atomoptik, Atominterferomterie und kalte Atomstöße. Zwischen 1997 und 1999 war er Postdoc bei Anton Zeilinger an der Universität Innsbruck und wechselte von 1999 bis 2002 als Universitätsassistent von Anton Zeilinger ans Institut für Experimentalphysik der Universität Wien, wo die ersten Experimente zur Beugung und Interferometrie des Fullerens C60 realisiert wurden. Arndt habilitierte 2002 über Themen der Atom- und Molekülinterferometrie und war von 2002 bis 2004 außerordentlicher Professor an der Universität Wien. Ab September 2004 war er Vertragsprofessor für Quantennanophysik an der Universität Wien. 2008 wurde er Universitätsprofessor für Quantennanophysik an der Fakultät für Physik der Universität Wien. Seine Forschungsgruppe beschäftigt sich mit der Untersuchung der Materiewelleninterferenz komplexer Moleküle und Nanoteilchen sowie neuen Methoden zur Präparation und Detektion dieser Objekte.
Markus Arndt ist verheiratet und hat zwei Söhne.

## Auszeichnungen
Im Jahr 2000 erhielt Arndt den Erich-Schmid-Preis der Österreichischen Akademie der Wissenschaften (ÖAW), gemeinsam mit G. Springholz, sowie den Fritz-Kohlrausch Preis der Österreichischen Physikalischen Gesellschaft (ÖPG). Im Jahr 2001 wurde er mit dem START-Preis des Fonds zur Förderung der wissenschaftlichen Forschung (FWF) ausgezeichnet, 2008 mit dem FWF Wittgenstein-Preis. 2012 warb er einen Advanced Grant des Europäischen Forschungsrats (ERC) ein. Im Jahr 2013 wurde ihm der Preis der Stadt Wien für Naturwissenschaften zuerkannt. 2014 wurde er zum korrespondierenden Mitglied im Inland der mathematisch-naturwissenschaftlichen Klasse der Österreichischen Akademie der Wissenschaften gewählt. Für 2019 wurde ihm der Robert-Wichard-Pohl-Preis der Deutschen Physikalischen Gesellschaft zugesprochen, für 2020 der Erwin Schrödinger-Preis der ÖAW.